# Charaktertanz

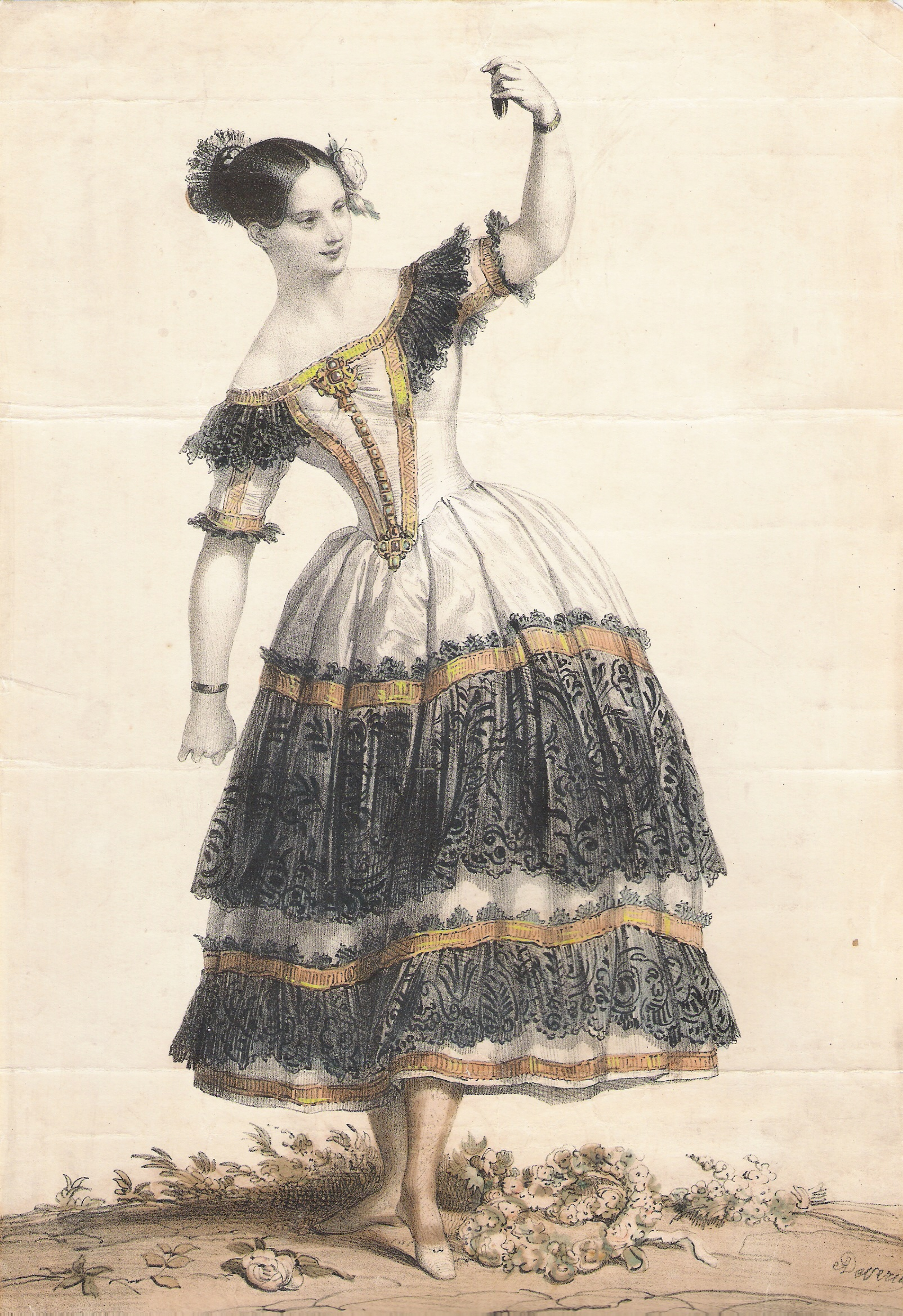
Fanny Elßler tanzt eine Cachucha in Le Diable boiteux

Charaktertanz ist eine spezielle Unterart des klassischen Tanzes, die auf Volkstänzen verschiedener Völker beziehungsweise Nationen beruht. Diese wurden stilisiert und in die klassischen Handlungsballette eingefügt. Der Ausdruck „Charakter“ hängt mit dem Fach der Darsteller beziehungsweise ihrer Bewegungsart zusammen und ist noch im 19. Jahrhundert als gröberer Gegensatz zum Verhalten der „feinen“ adligen Figuren gemeint.
Bis zum Beginn des 19. Jahrhunderts, als es noch eine klare Unterscheidung zwischen der volkstümlichen Pantomime und dem höfischen Ballett gab, spricht man in diesem Zusammenhang von Grotesktanz.

## Beispiele
- arabischer Tanz, chinesischer Tanz und russischer Trepak in Der Nussknacker
- ungarischer Czardas, neapolitanischer Tanz, spanischer Tanz und polnische Mazurka in Schwanensee
- Mazurka, Czardas, Bolero und Gigue in Coppélia
- Seguidilla und Tänze der Toreros in Don Quichotte

Beim Charaktertanz werden meist nicht die üblichen Ballettschuhe (Spitzenschuhe bzw. Schläppchen) getragen, sondern Schuhe (bzw. Schnürschuhe für Männer) mit Absatz.